# A Mis Amigos
A Mis Amigos è un album in studio del musicista statunitense Nat King Cole, pubblicato nel 1959.

## Tracce
1. Ay, Cosita Linda (Galan) – 2:16
2. Aquellos Ojos Verdes (Menendez) – 2:13
3. Suas Mãos (Maria, Pernambuco) – 2:21
4. Capullito De Aleli (Hernandez) – 2:28
5. Caboclo Do Rio (DeOliveira) – 1:54
6. Fantastico (Keller, Sherman) – 1:55
7. Ninguém Me Ama (Lobo, Maria) – 2:33
8. Yo Vendo Unos Ojos Negros (Osvaldo Silva) – 2:22
9. Perfidia (Alberto Domínguez) – 2:20
10. El Choclo (Villoldo, Discépolo, Marambio Catán) – 2:13
11. Ansiedad (Jose Enrique Sarabia) – 3:27
12. Não Tenho Lágrimas (Bulhoes, DeOliveira) – 2:18